# قرار مجلس الأمن التابع للأمم المتحدة رقم 17
قرار مجلس الأمن التابع للأمم المتحدة رقم 17، الصادر في 10 فبراير 1947، قرر أن اللجنة التي تم إنشاؤها بموجب قرار مجلس الأمن رقم 15 لم تكن مفوضة لمطالبة حكومات اليونان أو ألبانيا أو بلغاريا أو يوغوسلافيا بتأجيل إعدام أي من سجناءهم السياسيين إلا إذا كان يمكن أن يشهد من شأنه أن يساعد اللجنة في مهمتها.
تم تبني القرار بأغلبية 9 أصوات، مع امتناع عضوين عن التصويت هما بولندا والاتحاد السوفيتي .